# Ursul Boo-Boo

Boo-Boo Bear este un personaj fictiv care apare în desenul animat Ursul Yogi.

## Personaj
Boo-Boo Bear este companionul lui Yogi. Acesta poartă un papion albastru. El întotdeauna îl ajută pe acesta când are probleme.
Vocea lui Boo-Boo a fost făcută de Don Messick (1958-94), Jeff Bergman (reclame din anii 90), John Kricfalusi (Boo Boo Runs Wild) și Justin Timberlake (2010) iar în versiunile românești de Pavel Sârghi (''Evadarea lui Yogi, Bunul, răul și câinele Huckleberry și Scooby-Doo în Nopțile Arabe), Richard Balint (Aventurile ursului Yogi) și Florian Silaghi (Yogi și vânătoarea de comori).